# 教育ITソリューションEXPO
教育ITソリューションEXPO（きょういくITソリューションエクスポ）は、小・中・高、大学、塾・予備校、専門学校などの教育機関で使われるパソコン、タブレット端末、電子黒板、学校用システムなどが展示される教育ITの展示会。年に2回、東京、大阪で開催される。略称はEDIX (Educational IT Solutions Expo) 。
| サブスタブ | この項目は、まだ閲覧者の調べものの参照としては役立たない、書きかけの項目です。この項目を加筆・訂正などしてくださる協力者を求めています。このテンプレートは分野別のサブスタブテンプレートやスタブテンプレート（Wikipedia:分野別のスタブテンプレート参照）に変更することが望まれています。 |